# Amír Alí Hádžízáde
Amír Alí Hádžízáde (persky امیرعلی حاجی‌زاده‎‎‎; 28. února 1962 Teherán – 13. června 2025 tamtéž) byl brigádní generál Islámských revolučních gard, mezi roky 2009 a 2025 velitel Vzdušně-kosmických sil Islámských revolučních gard.
V roce 1981 vstoupil do Islámských revolučních gard a zúčastnil se irácko-íránské války. V roce 2018 velel operaci Úder muharramu, při které Islámské revoluční gardy zaútočily na velitelství Islámského státu v Sýrii, a v roce 2020 operaci Mučedník Solejmání, jejímž cílem byla americká letecká základna al-Asad v Iráku. Jednalo se o odplatu za atentát na Kásima Solejmáního. Jakožto velitel Vzdušně-kosmických sil Islámských revolučních gard převzal odpovědnost za sestřelení letu Ukraine International Airlines 752.

## Osobní život
Narodil se 28. února 1962 v Teheránu. Jeho rodiče pocházeli z Chorramdaštu a Kazvínu. Měl tři děti.
Zemřel 13. června 2025 v Teheránu při izraelském náletu.

## Vojenská kariéra
Svou vojenskou kariéru zahájil v roce 1981 vstupem do Islámských revolučních gard. Během irácko-íránské války působil jako odstřelovač.
V říjnu 2009 nahradil Hosejna Salámího ve funkci velitele Vzdušně-kosmických sil Islámských revolučních gard.
Během vojenského cvičení dne 8. března 2016 prohlásil: „Důvodem, proč jsme vyrobili rakety s doletem 2 000 kilometrů, je, abychom byli schopni zasáhnout našeho nepřítele, sionistický režim, z bezpečné vzdálenosti.“
V roce 2018 velel operaci Úder muharramu, při které Islámské revoluční gardy zaútočily na velitelství Islámského státu v Sýrii. Podle Hádžízádeho bylo při útoku zabito asi 40 vůdců Islámského státu.
V roce 2020 velel operaci Mučedník Solejmání, jejíž cílem byla americká letecká základna al-Asad v Iráku. Jednalo se o odplatu za atentát na Kásima Solejmáního. Po operaci prohlásil, že „pokud Spojené státy americké provedou odvetné údery, Islámské revoluční gardy zaútočí na 400 amerických cílů“.
Dne 8. ledna 2020 došlo ke sestřelení letu Ukraine International Airlines 752 v íránském vzdušném prostoru. Írán tři dny popíral, že letadlo sestřelil, a tvrdil, že šlo o leteckou nehodu. Vzhledem k narůstajícím důkazům a mezinárodnímu tlaku však Hádžízáde 11. ledna prohlásil: „Přijímám úplnou odpovědnost za tuto katastrofu. Raději bych zemřel, než abych se podílel na takovém neštěstí.“
V únoru 2023 prohlásil, že Írán vyvinul střelu s plochou dráhou letu s doletem 1 650 kilometrů a řekl: „Bůh dá, že zabijeme bývalého amerického prezidenta Donalda Trumpa a bývalého amerického ministra zahraničních věcí Mikea Pompea, kteří vydali rozkaz zabít Kásima Solejmáního“.
Hrál důležitou roli při íránských leteckých útocích na Izrael v dubnu a říjnu 2024.

## Sankce
Ministerstvo financí Spojených států amerických jej v roce 2019 zařadilo na svůj sankční seznam. Dne 29. září 2022, v návaznosti na protesty vyvolané smrtí Mahsy Amíní, jej Kanada zařadila na svůj sankční seznam. V listopadu 2023 na něj uvalila sankce taktéž Evropská unie za dodávky dronů Rusku během ruské invaze na Ukrajinu.